# Metacnephia tredecimata
Metacnephia tredecimata är en tvåvingeart som först beskrevs av Edwards 1920.  Metacnephia tredecimata ingår i släktet Metacnephia och familjen knott. Enligt den finländska rödlistan är arten sårbar i Finland. Arten är reproducerande i Sverige. Artens livsmiljö är älvar och åar. Inga underarter finns listade i Catalogue of Life.